# Stephen Spender
Sir Stephen Harold Spender (ur. 28 lutego 1909, zm. 16 lipca 1995) – angielski poeta i prozaik oraz tłumacz literatury hiszpańskiej.
W młodości był związany z grupą W. H. Audena. Jako antyfaszysta brał udział w hiszpańskiej wojnie domowej (1936–1939). Z tego okresu pochodzi jego zbiór wierszy The Still Centre (1939). Był redaktorem czasopism literackich: „Horizon” (w latach 1939–1941) oraz „Encounter” (1953–1967).
Początkowo w swojej twórczości propagował radykalne, lewicujące poglądy. W późniejszym okresie nadał swojej liryce ton indywidualistyczny, kontemplacyjny (Collected Poems 1928–1985, 1985).
Był autorem autobiografii World within World (1951) oraz szkiców krytyczno-literackich. Polski przekład jego utworów w antologiach Czas niepokoju (1958) oraz Poeci języka angielskiego (t.3, 1974).